# Биорегенеративная система жизнеобеспечения

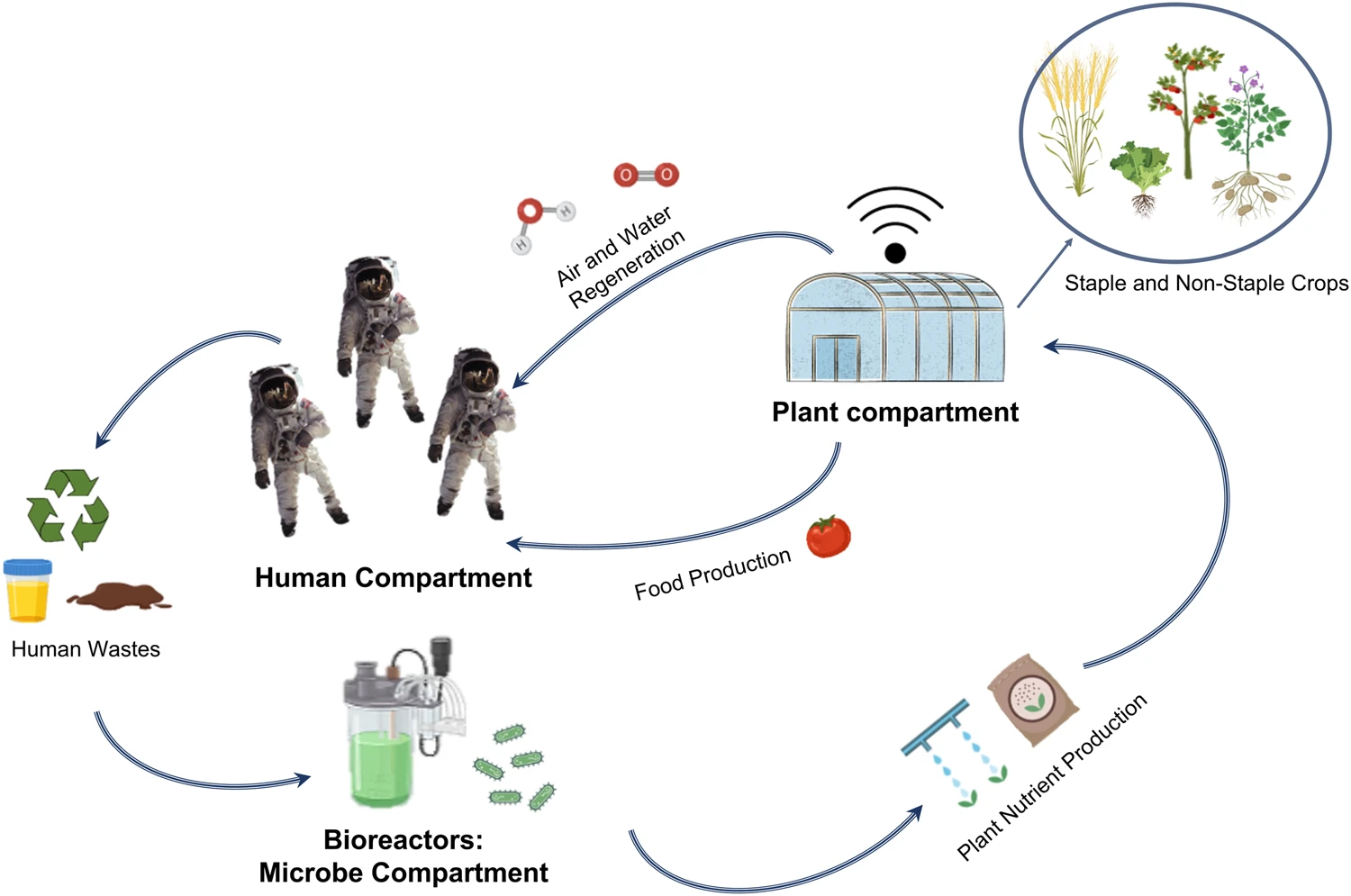
Схема биорегенеративной системы жизнеобеспечения

Биорегенеративные системы жизнеобеспечения (БСЖО, Bioregenerative Life Support Systems, BLSS) — комплекс биологических и технических компонентов, предназначенный для замкнутого цикла ресурсов в космических миссиях. Основу таких систем составляют высшие растения, выполняющие многофункциональную роль: в процессе фотосинтеза они производят кислород, поглощают углекислый газ и обеспечивают экипаж пищей. Расчёты показывают, что 20–25 м² посевов могут покрыть потребность одного человека в кислороде, а 50 м² — в калориях. Микробные организмы в биореакторах перерабатывают отходы и регенерируют питательные вещества, как в системе ACLS Европейского космического агентства (ЕКА) на МКС, которая извлекает 50% кислорода из выдыхаемого CO₂, сокращая зависимость от земных поставок воды. В большинстве существующих БСЖО лишь часть ресурсов (например, 20–30% пищи) производится внутри системы, остальное доставляется с Земли. Разработкой БСЖО занимаются в рамках космической биологии.
Перспективные разработки включают альтернативные источники пищи, например, съедобных насекомых и культивируемое мясо, для повышения устойчивости длительных миссий. Концепция БСЖО имитирует природные экосистемы, создавая искусственные среды с симбиотическими взаимосвязями между растениями, микроорганизмами и, возможно, насекомыми для достижения саморегуляции. Ключевые технологические вызовы связаны с эффективной утилизацией отходов, биодоступностью рециклированных нутриентов, стабильностью атмосферы и надёжностью работы компонентов в экстремальных условиях космоса. Несмотря на прогресс в отдельных элементах, интеграция их в полностью замкнутую систему остаётся приоритетом исследований, требующим совершенствования методов контроля и понимания долгосрочной динамики искусственных экосистем.
Для полностью автономных миссий, исключающих дозаправку, необходимы системы с почти полным циклом регенерации. Примером служат: концепция MELiSSA (Европейское космическое агентство), включающая пять взаимосвязанных модулей с различными организмами: от анаэробных бактерий, разлагающих отходы, до фотосинтезирующих водорослей, производящих кислород; проекты NASA — Биосфера-2 (1991), Breadboard и тесты BioPlex с участием экипажей);  китайский эксперимент «Лунный дворец 365» (2017), достигший 98% автономности за год. Международное сотрудничество NASA, ESA и других агентств направлено на переход от физико-химических систем к биологическим, что позволит минимизировать зависимость от земных ресурсов. Этот подход, предполагающий регенерацию воды, воздуха и пищи in situ, критически важен для лунных баз и марсианских экспедиций, где полная замкнутость цикла становится технологическим императивом.
Системы жизнеобеспечения в космосе представляют собой комплекс технологий, обеспечивающих поддержание жизни человека в экстремальных условиях космического пространства. В неблагоприятной среде космоса человеку необходимо дышать, питаться, пить и сохранять здоровье физического и психического состояния на расстоянии миллионов километров от Земли. Решением этих задач служат сложные системы контроля среды обитания и жизнеобеспечения (Environmental Control and Life Support Systems, ECLSS). В основе этих систем лежат две основные парадигмы: физико-химические системы жизнеобеспечения (Physicochemical Life Support Systems, PCLSS) и биорегенеративные системы жизнеобеспечения (BLSS). Каждая из них характеризуется собственным набором методологий, преимуществ и недостатков. Перспективным ответвлением BLSS являются замкнутые экологические системы жизнеобеспечения (Closed Ecological Life Support Systems, CELSS).

## История
Константин Эдуардович Циолковский впервые разработал концепцию применения биосферных механизмов для создания замкнутой системы жизнеобеспечения в космических аппаратах, предусматривающей воспроизводство кислорода, снабжение питанием, регенерацию воды и утилизацию отходов. Эти идеи, отражённые в его научных трудах, философских работах и фантастических произведениях, получили научное обоснование благодаря исследованиям Владимира Ивановича Вернадского, установившего роль живых организмов в круговороте веществ земной биосферы (1909-1910). В статье «Исследование мировых пространств реактивными приборами» (1911) Циолковский, опираясь на принципы экологии и труды Вернадского, предложил модель искусственной атмосферы, где растения выполняют функции биологической регенерации по аналогии с земными процессами. Учёный также детализировал проект автономного космического поселения для тысячи жителей (рукопись 1903-1933 гг.) с замкнутым циклом ресурсов: система регулировала влажность холодильными установками, направляла продукты жизнедеятельности в оранжереи для переработки и обеспечивала 87% освещённости через оконные поверхности цилиндрического модуля. Незавершённая рукопись содержит технические расчёты и описание принципов взаимодействия жилых модулей с биорегенерационными системами.
Биорегенеративные системы жизнеобеспечения одно из наиболее устойчивых направлений исследований в области науки о жизни с начала космической эры в 1950-х годах. Центральное место в этой концепции занимает использование фотосинтезирующих организмов для производства пищи и кислорода, а также удаления углекислого газа и обработки воды. В 1962 году начались обсуждения относительно выбора сельскохозяйственных культур для космических миссий. Однако возможности тестирования БСЖО в соответствующем масштабе в космосе были ограничены из-за ограничений по объему и массе космических аппаратов.
Посмертная публикация незавершённой рукописи К.Э. Циолковского «Жизнь в межзвёздной среде» (1964), инициированная академиком С.П. Королёвым, стала катализатором практических исследований замкнутых экосистем для космических полётов. В 1962 году Королёв, опираясь на успехи советской космонавтики, предложил создать модульную оранжерею с автономным круговоротом веществ, поручив разработку Институту физики Сибирского отделения АН СССР. Руководство проектом, переданное отделу простейших организмов под руководством Л.В. Киренского, привело к нестандартному решению: базой системы стала хлорелла обыкновенная, способная регенерировать кислород и воду. В 1964 году стартовали эксперименты с установкой «Биос-1» (объём гермокабины — 12 м³, культиватора — 20 л), созданной И.И. Гительзоном и И.А. Терсковым. Семь тестов длительностью до 45 суток подтвердили возможность полного замыкания газообмена (поглощение CO₂, выделение O₂) и водооборота, обеспечивающего потребности человека. Этот успех заложил основы биофизического направления в создании искусственных экосистем космического назначения.
В 1966 году советская замкнутая экосистема "БИОС-1", где предыдущие эксперименты не превышали 45 суток из-за остановки роста микроводорослей, подверглась модернизации. К герметичному кабинету (гермокабине) присоединили фитотрон — техническое устройство объёмом 8 м³ с регулируемым микроклиматом и искусственным освещением, предназначенное для культивирования высших растений (овощных культур и пшеницы). Обновлённый комплекс, получивший название "БИОС-2" (работал до 1970 году), комбинировал низшие и высшие растения: последние выполняли двойную функцию — обеспечивали экипаж питанием и участвовали в регенерации воздуха за счёт фотосинтеза. Благодаря этому в 1966–1970 годах удалось провести серию экспериментов с участием двух испытателей длительностью 30, 73 и 90 суток. Система продемонстрировала возможность поддержания газового баланса и частичной регенерации ресурсов, что стало этапом в разработке замкнутых экосистем для космических миссий.
«БИОС-3» — экспериментальная замкнутая экосистема, созданная в 1972 году в Институте биофизики СО РАН (Красноярск). Расположенный в подвальном помещении герметичный комплекс объёмом 315 м³ включал четыре изолированных отсека: две фитотронные оранжереи с гидропонным выращиванием растений (без использования почвы), модуль культивации водоросли хлореллы для регенерации воздуха и воды, а также жилой блок с койками, кухней, санузлом и пультом управления. Для автономного питания экипаж культивировал карликовые сорта пшеницы с минимальным содержанием несъедобных частей, овощи (лук, огурцы, морковь и др.), а также масличную чуфу как источник растительных жиров, дополняя рацион консервированными белковыми продуктами. В 1970-1980-х гг. проведено 10 экспериментов, включая шестимесячное изолированное пребывание трёх исследователей (декабрь 1972 — июнь 1973), организованное поэтапно с ротацией участников: М.П. Шиленко, Н.И. Петров и Н.И. Бугреев находились внутри по 4 месяца каждый, тогда как В.В. Терский участвовал во всех этапах.
В 1984 году компания Space Biospheres Ventures приступила к реализации проекта «Биосфера-2» — замкнутой экосистемы, расположенной в пустыне штата Аризона (США). Научными руководителями эксперимента выступили Марк Нельсон и Джон Аллен, чья концепция базировалась на учении В.И. Вернадского о биосфере. Основной целью создания комплекса стало моделирование условий длительного автономного существования искусственной экосистемы с участием человека. «Биосфера-2» – это конструкция из стекла, бетона и стали, расположившаяся на территории 1,27 га, площадь комплекса составил более 200 тыс. м3. Эксперимент стартовавший 26 сентября 1991 года, представлял собой масштабное исследование замкнутой экосистемы, в котором участвовали восемь человек (четверо мужчин и четверо женщин), включая идеолога проекта Марка Нельсона. Участники («бионавты») занимались традиционным сельским хозяйством: выращивали 46 видов растений (рис, пшеницу, бататы, свеклу, бананы, папайю) и разводили животных (кур, коз, свиней, рыб, креветок), используя инструменты, работавшие исключительно за счёт мускульной силы. Однако уже в первую неделю возникли проблемы: снижение уровня кислорода (с 21% до 14% за два года) и рост концентрации углекислого газа, что привело к закислению искусственного океана, гибели кораллового рифа и вымиранию фауны в саванне и джунглях. Сельскохозяйственная ферма обеспечивала лишь 83% необходимого рациона, а нашествие вредителей в 1992 году уничтожило посевы риса. Дополнительным фактором кризиса стала облачная погода, сократившая фотосинтез. После двухлетней изоляции эксперимент закончился в 1993 году и  был признан неудачным, продемонстрировав уязвимость искусственных экосистем: истощение ресурсов, загрязнение среды и снижение биоразнообразия.
CEEF (Closed Ecological Experimental Facility) — экспериментальная установка замкнутого типа, созданная в 1998-2001 гг. японскими учёными К. Нитта и М. Огучи для моделирования систем жизнеобеспечения внеземных баз, включая газообмен, водооборот и пищевые циклы в условиях Марса и Луны. Комплекс объединял фитотронный блок (150 м²) для культивации растений, животноводческий модуль (30 м²) с козами, геогидросферный блок, имитирующий наземно-водные экосистемы, и жилой отсек (50 м²) для двух человек, расположенный в г. Роккасё на о. Хонсю. Основные опубликованные исследования связаны с анализом последствий глобального потепления и миграции радионуклидов, тогда как данные о длительной изоляции экипажей в установке отсутствуют.
В рамках проекта «Марс-500» международный экипаж из шести мужчин (Россия, Италия, Франция, Китай) находился в изоляции 520 суток (июнь 2010 – ноябрь 2011), используя оранжерею площадью 14,7 м² как дополнительный источник витаминов. Комплекс отличается от биорегенеративной системы «Биос-3» применением физико-химических методов регенерации кислорода и воды при сохранении запасов консервированного питания.
Китайский экспериментальный комплекс «Юэгун-1» («Лунный дворец»), разработанный в 2013 году Пекинским университетом аэронавтики и астронавтики под руководством профессора Ли Хуна при участии российских специалистов, имитирует условия замкнутой экосистемы для будущих лунных баз. Комплекс площадью 160 м² включает три полуцилиндрических модуля: жилой блок с системами жизнеобеспечения и две оранжереи, обеспечивавшие 40% рациона экипажа за счёт выращивания растений, при замкнутости среды по воздуху и воде на 99%. В ходе успешного 105-суточного эксперимента (3 февраля – 20 мая 2014 г.) экипаж из трёх участников, включая студентов университета, подтвердил работоспособность системы, что стало значимым этапом в исследованиях автономных космических станций.
В 2015 году астронавты на Международной космической станции (МКС) впервые употребили в пищу салат-латук, выращенный непосредственно в космических условиях.
В 2017 году на МКС введена в эксплуатацию крупнейшая полностью автоматизированная система для исследований в области биологии растений – Advanced Plant Habitat (APH). Оборудование, интегрированное в нижнюю половину стеллажа EXPRESS (EXpedite the PRocessing of Experiments to Space Station) и стандартизированный отсек ISIS (International Sub-rack Interface Standard), представляет собой замкнутую систему жизнеобеспечения с контролируемой средой, позволяющую проводить фундаментальные и прикладные эксперименты продолжительностью до 135 суток. Система функционирует при минимальном участии экипажа, ограниченном установкой образцов, подачей воды и плановым техническим обслуживанием.

## Функциональные компоненты BLSS
- Контроль атмосферы. Регулирование интенсивности фотосинтеза представляет решение для управления составом и давлением атмосферы, однако растения способны удалять только незначительные количества газообразных загрязнителей при низкой концентрации.
- Генерация кислорода. Кислород производится в процессе фотосинтеза растений в специальных камерах роста или, что более эффективно, в фотобиореакторах с водорослями.
- Удаление углекислого газа. Растения и водоросли поглощают углекислый газ в процессе фотосинтеза, который затем может быть связан в биомассе или продуктах питания.
- Восстановление воды. Жидкие отходы жизнедеятельности применяются в качестве удобрения для растений или фотобиореакторов с водорослями в чистом или разбавленном виде. Дополнительно используется фильтрация с помощью механических и биологических систем.
- Управление отходами. Твердые отходы подвергаются компостированию или разложению аэробными (требующими кислород) или анаэробными (не требующими кислород) бактериями в специальных биореакторах — "дигесторах", с последующим использованием продуктов разложения для питания растений.
- Контроль температуры и влажности. Биологические решения для поддержания температуры и влажности ограничены. Растения осуществляют процесс транспирации — выделения водяного пара через устьица листьев, повышая влажность воздуха.
- Обеспечение пищей. Продукты питания выращиваются непосредственно на борту космического корабля в контролируемых условиях с использованием гидропоники (выращивание в питательном растворе) или аэропоники (выращивание в воздушной среде) для максимальной эффективности.
- Защита от радиации. Для радиационной защиты предлагается использование биологических материалов, включая грибы, однако более эффективным решением является применение воды в качестве радиационного экрана.

## Преимущества

### Принцип замкнутого цикла
BLSS воспроизводят ключевые процессы земных экосистем. Фотосинтез в высших растениях и водорослях генерирует кислород, а биологические фильтры на основе микробов минерализуют органические отходы, преобразуя их в питательные вещества. Системы рециркуляции воды обеспечивают её многоступенчатую очистку через корневые зоны растений и биореакторы. Такая автономность сокращает необходимость в поставках ресурсов с Земли, что критически важно для долгосрочных миссий на Марс или лунные базы.

### Производство пищевых ресурсов
В отличие от физико-химических аналогов, BLSS способны выращивать съедобную биомассу (зерновые культуры, овощи, спирулину), дополняя рацион экипажа. Гидропонные и аквапонные технологии позволяют культивировать растения без почвы, используя минерализованные растворы или симбиоз с водными организмами. Это не только решает проблему питания, но и поддерживает психологическую стабильность участников экспедиций за счёт контакта с живыми растениями.

### Эффективность массы и затрат
Для миссий длительностью свыше четырёх лет гибридные системы (биорегенеративные + физико-химические методы) превосходят полностью зависимые от внешних поставок аналоги по массе. Оптимизация достигается за счёт компактных светодиодных установок для фотосинтеза, автоматизации процессов и повышения урожайности культур. Экономические модели демонстрируют снижение удельной стоимости жизнеобеспечения на 20-40% в многолетних проектах.

### Интеграция с инновационными технологиями
BLSS совместимы с роботизированными комплексами и системами ИИ, которые непрерывно отслеживают параметры среды (CO₂, влажность, pH) и корректируют режимы выращивания. Микробные биореакторы нового поколения ускоряют переработку отходов, извлекая до 98% полезных соединений. Для стабилизации экосистемы применяются алгоритмы машинного обучения, прогнозирующие дисбалансы и предотвращающие критические сбои.

## Недостатки

### Технологическая сложность
БСЖО требуют точного поддержания баланса между биологическими и физико-химическими процессами. Взаимодействия газов и жидкостей в условиях микрогравитации, стабильность микробного сообщества и риски биологического загрязнения (включая формирование биопленок) остаются нерешёнными задачами. Аварии в системе, связанные с нарушением герметичности или метаболического равновесия, могут привести к катастрофическим последствиям при отсутствии резервных модулей.

### Высокие первоначальные затраты
Современные прототипы БСЖО потребляют значительные ресурсы для обеспечения искусственного освещения (до 85% энергозатрат), климат-контроля и автоматизированного мониторинга. По предварительным оценкам NASA, даже при использовании светодиодов с улучшенной энергоэффективностью (плотность излучения ≥700 мкмоль·м⁻²·с⁻¹) подобные системы станут рентабельными для лунных и марсианских миссий только через 4-5 лет после начала эксплуатации на поверхности небесных тел.

### Ограничения масштабируемости
Экспериментальные фотореакторы, испытанные на МКС (объёмом от 100 мл до 83 л), не способны обеспечить полное удовлетворение потребностей экипажа в кислороде (≈0,84 кг/чел/сутки) и биомассе (≥500 г/чел/сутки). Отсутствие подтверждённых данных о возможности экспоненциального наращивания производительности при сохранении функциональной надёжности в космической среде ставит под сомнение перспективы их практического применения.

### Зависимость от земных условий
Фотосинтезирующие организмы и микросимбионты требуют поддержания строгих параметров среды: температуры (20-28°С), влажности (60-80%) и фотопериодичности (14-16 часов освещения). На Луне и Марсе неравномерность естественной инсоляции (периоды темноты до 14 земных суток) и радиационный фон вынуждают использовать энергозатратные системы климат-контроля и аккумулирования энергии (КПД современных БСЖО не превышает 30-40% от наземных аналогов).

### Дополнительные проблемы
- Ускоренная деградация полимерных мембран под воздействием космической радиации
- Кумулятивный эффект фитотоксинов при длительной эксплуатации (>3 лет)
- Психологическая нагрузка на экипаж от замкнутого биотехнического комплекса

## Проекты BLSS

### BioHome
BioHome — экспериментальный объект NASA, созданный в 1989 году, интегрирующий биогенеративные компоненты для замкнутого цикла переработки воздуха, воды и питательных веществ из человеческих отходов в единой среде обитания. Система использовала водные и полуводные растения для переработки сточных вод в компост, который впоследствии применялся для выращивания сельскохозяйственных культур, включая томаты, сорго, кукурузу и картофель. Питьевая вода в "BioHome" добывалась из конденсата воздуха, а растения дополнительно выполняли функцию очистки атмосферы от вредных веществ, таких как формальдегид, бензол и толуол.

### CELSS Breadboard
Проект NASA CELSS Breadboard Project, запущенный в 1986 году, направлен на разработку замкнутых систем жизнеобеспечения для длительных космических миссий. Ключевым элементом проекта стала камера производства биомассы (BPC) – герметичное сооружение диаметром 3,5 метра и высотой 7,5 метра, предназначенное для выращивания различных сельскохозяйственных культур, включая пшеницу, сою, картофель, батат и другие продовольственные растения. Исследования в рамках проекта включали разработку методов переработки растительных отходов в питательные вещества, что позволило продемонстрировать принципиальную возможность создания автономных систем жизнеобеспечения для космических станций и долгосрочных миссий.

### Биосфера-2
«Биосфера-2» — экспериментальное сооружение для моделирования замкнутой экологической системы, построенное компанией «Space Biosphere Ventures» и финансистом Эдвардом Бассом в пустыне Аризона (США) в 1991 году. Основная исследовательская задача комплекса заключается в изучении возможности длительного существования и функционирования человека в искусственно созданной замкнутой экосистеме. Название проекта указывает на то, что планета Земля считается «Биосферой-1», а потенциальное применение подобных систем связано с созданием автономных космических поселений или обеспечением выживания в случае экологических катастроф.

### Лунный дворец 365
В рамках эксперимента «Lunar Palace 365», начатого в 2017 году, проведено 370-суточное моделирование в модернизированном наземном комплексе «Lunar Palace 1» с участием восьми добровольцев, разделённых на две группы. Первая группа находилась в модуле 60 дней, вторая — рекордные 200 дней, после чего первая завершила цикл, пробыв дополнительно 110 суток. Система продемонстрировала устойчивость к внешним воздействиям за счёт регулирования фотопериода сои и активности реактора переработки твёрдых отходов. БСЖО обеспечила 100% регенерацию кислорода и воды, полное удовлетворение потребности экипажа в растительной пище, а также восстановление 99,7% мочи и 67% твёрдых отходов. Общий коэффициент рециклинга жизненно важных ресурсов достиг 98,2%, что подтвердило возможность создания стабильных систем для лунных баз. Результаты эксперимента представляют ценность для оптимизации БСЖО и её компьютерного моделирования.

### BIO-Plex
BIO-Plex — биорегенеративный комплекс жизнеобеспечения, строящийся в Космическом центре Джонсона (Хьюстон), предназначенный для моделирования условий лунной или планетарной базы и тестирования систем жизнеобеспечения. Продовольственная система комплекса включает две подсистемы: транзитную, функционирующую в условиях микрогравитации с использованием упакованных продуктов длительного хранения, и планетарную, позволяющую перерабатывать выращенные культуры (пшеница, соя, рис, картофель) в условиях частичной гравитации. Система обработки пищи выполняет функцию связующего звена между выращиваемыми культурами и потребностями экипажа, учитывая требования к питательности рациона, безопасности и интеграции в замкнутую саморегенерирующуюся экосистему.

### Evolving Asteroid Starships
В рамках проекта Evolving Asteroid Starships (E|A|S) разработана новая модель, симулирующая поток веществ для экипажа из шести человек. Сбалансированная система демонстрирует 100%-ное обеспечение пищей и кислородом при минимальных потерях CO₂ (0,03%) и O₂ (0,3%) между циклами. Данная стехиометрия легла в основу агент-ориентированной модели, расширяющей возможности проектирования самоподдерживаемых космических станций.

## Исследовательские организации
- The Spring Institute for Forests on the Moon
- Институт медико-биологических проблем РАН (Москва)